# استفتاء الجمهورية العربية المتحدة السوري 1958
أجري استفتاء حول قيام الجمهورية العربية المتحدة وتعيين جمال عبد الناصر رئيساً لها يوم 21 فبراير 1958، إلى جانب استفتاء متزامن عقد في مصر. وافق 100% من المصوتين على إنشاء الجمهورية العربية المتحدة، مع تصويت 139 فقط بضد، في حين تم اعتماد جمال عبد الناصر كرئيس بنسبة مماثلة.

## النتائج

### تأسيس الجمهورية العربية المتحدة
| الخيار                    | الأصوات   | %     |
| ------------------------- | --------- | ----- |
| مع                        | 1،312،859 | 100   |
| ضد                        | 139       | 0.0   |
| الأصوات الباطلة/الفارغة   |           | –     |
| المجموع                   | 1،312،998 | 100   |
| الناخبون المسجلون/الإقبال | 1،431،060 | 91.75 |
| مصدر: Direct Democracy    |           |       |

### جمال عبد الناصر رئيساً
| الخيار                    | الأصوات   | %     |
| ------------------------- | --------- | ----- |
| مع                        | 1،312،808 | 99.99 |
| ضد                        | 190       | 0.0   |
| أصوات باطلة/فارغة         |           | –     |
| المجموع                   | 1،312،998 | 100   |
| الناخبون المسجلون/الإقبال | 1،431،060 | 91.75 |
| مصدر: Direct Democracy    |           |       |